# Natschbach-Loipersbach
Natschbach-Loipersbach là một thị xã thuộc huyện Neunkirchen trong bang Niederösterreich.